# (185851) 2000 DP107
(185851) 2000 DP107 est un astéroïde Apollon et aréocroiseur, classé comme potentiellement dangereux. Il fut découvert par LINEAR à Socorro le 29 février 2000.
L'astéroïde a été choisi pour être survolé par la sonde PROCYON mais des problèmes techniques liés au moteur ionique ont entraîné l'annulation de ce survol.

## Présence d'une lune
Á l'aide d'image radar, une lune a été détectée. L'objet principal aurait 800 mètres de diamètre et l'objet secondaire 300 mètres. Ils seraient séparés de 2,6 kilomètres avec une période de 1,76 jours.